# Célia Leão
Célia Leão, (São Paulo, 03 de agosto de 1955), é uma política brasileira, advogada, cadeirante, casada, mãe de três filhos e foi deputada estadual de São Paulo eleita por 7 mandatos (1991 - 2019).
Também foi Secretária de Estado dos Direitos da Pessoa com Deficiência de São Paulo (2019–2022), é advogada e uma das fundadoras do PSDB. em Campinas.
No ano de 1974, Célia Leão sofreu um acidente de automóvel e ficou paraplégica. “Naquela época, era muito jovem. Estava indo pela Rodovia Pedro Taques, na época, mal conservada. Chovia bastante. Perdi o controle do carro e o capotei”, lembra. Depois do fato, ela passou a militar ativamente nos movimentos pelos direitos das pessoas portadoras de deficiência.

## Carreira Política
Desde 1982, Célia Leão, então com 27 anos, atua na política. Foi eletiva vereadora em Campinas em 1990, a mais votada da coligação. Durante seu mandato de vereadora, teve marcante atuação no Legislativo campineiro, como na exigência à adaptação da Câmara Municipal de Campinas para acesso dos portadores de deficiência e na redução da passagem de ônibus da cidade.
Em 1990, foi a primeira e única mulher eleita Deputada Estadual da bancada paulista do PSDB, atingindo a marca dos 32 mil votos. De 1992 a 1994, Célia foi líder da bancada do PSDB na Assembléia Legislativa do Estado de São Paulo e do governo Mário Covas no Legislativo Paulista até março de 1995.
No ano de 1994, Célia Leão conseguiu se reeleger com 85.066 votos, sendo a primeira colocada da coligação PSDB/PFL no Estado.
Célia Leão foi candidata à Prefeitura Municipal de Campinas, em 1996, tendo obtido a maior votação de uma mulher no município - 136.500 votos, e a primeira a participar do segundo turno de eleição com efetivas chances de vitória.
Em 1998, Célia Leão foi reeleita como a mulher mais votada para Deputada Estadual pelo PSDB, obtendo 73.265 votos.
Em 2002, Célia foi reeleita com 109.737 votos. Em julho deste mesmo ano, o resultado do trabalho de Célia Leão veio com a resposta do povo. Ela foi considerada uma das parlamentares mais atuantes da Assembléia Legislativa. A avaliação foi da Organização Não Governamental Voto Consciente, que fiscaliza o trabalho dos parlamentares. Dos 94 deputados paulistas, apenas 25 receberam esta qualificação.
Em 2007 foi reeleita para o seu quinto mandato, como a deputada mais votada da Região Metropolitana de Campinas, com 124.131 votos, Célia Leão atuou como presidente da Comissão de Cultura, Ciência e Tecnologia, vice-presidente da Comissão de Assuntos Internacionais e é Corregedora Parlamentar.
Foi reeleita em 2014 com 101.660 votos, para o o sétimo mandato consecutivo na Assembleia Legislativa de São Paulo. 
Foi presidente por quatro vezes, três delas consecutivas, da Comissão de Promoção Social da Assembléia Legislativa do Estado de São Paulo.
Durante os sete mandatos como deputada na Assembleia Legislativa de São Paulo, ela apresentou diversos projetos que se tornaram leis, incluindo a Lei da Acessibilidade. Publicada em 12 de novembro de 2012, a Lei nº 11.263 estabelece normas e critérios para garantir a acessibilidade das pessoas com deficiência ou com mobilidade reduzida.
A Lei da Recompensa surgiu de um substituto que a parlamentar escreveu como relatório de um projeto de lei do governador Mário Covas, em 2000. Publicada no Diário Oficial em 8 de novembro de 2001, a lei representa uma medida legal para incentivar a população a denunciar ou fornecer pistas seguras que levem à captura de foragidos da Justiça.
A deputada foi responsável ainda, junto com o deputado Cesar Cellegari, pela criação do Parlamento Jovem Paulista, que surgiu a partir do Programa da Cidadania, idealizado em 1999 a fim de promover a inserção, esclarecimento e convivência com o meio político para jovens estudantes.

## Vida Pessoal
Ficou paraplégica aos 19 anos de idade, em decorrência de um acidente de automóvel. Casada, mãe de três filhos, Célia Leão é uma das parlamentares mais atuantes de São Paulo, tendo como base política a luta pelos direitos das pessoas com deficiência, área onde atua há mais de 35 anos, defesa da mulher, dos idosos, da criança e do adolescente.

## Acidente e Deficiência Física
Recém-habilitada, a jovem de 19 anos Célia Leão assustou-se com um desnível entre a pista e o acostamento de uma rodovia na região do litoral sul paulista, entre as cidades de Peruíbe e São Vicente " e acabou capotando o carro. Após dias na Unidade de Tratamento Intensivo (UTI) da Santa Casa de Santos, ela recebeu a notícia de que perdera os movimentos das pernas. "Ali começou uma nova vida. Eu era estudante, tinha mãe, pai, dois irmãos. Quando fiquei paraplégica tudo mudou, esperanças, medos, valores. A primeira reação é acreditar que amanhã você vai voltar a andar, aí passam dias, semanas, meses e você tem que perceber que vai continuar sem andar".
Dois anos depois do acidente, ao ser transportada por um avião da Força Aérea Brasileira (FAB) " por conta da fragilidade da coluna vertebral no momento " o caso de Célia Leão saiu nos jornais locais de Campinas e chamou a atenção de Seu Felício, um senhor de 70 anos, também paraplégico, que contou-lhe sobre um possível tratamento na Europa. Com esforço, a família pagou a viagem. "Eu fui para lá porque eu ia voltar andando. Pensei: se eu vou para Europa, com certeza vou voltar a andar. Mas não foi o que aconteceu".
Célia mantinha uma relação forte com o pai e era muito apegada e ele. Após sete meses em tratamento na Europa, precisou voltar ao Brasil porque ele estava na UTI do mesmo hospital em que ela ficou quando se acidentou. "Eu cheguei lá e um enfermeiro de dois metros de altura por quatro de largura me colocou numa cadeira de rodas e começou a me levar muito rápido por um corredor, virando à esquerda, mas eu conhecia o hospital e sabia que a UTI ficava à direita", relembra.
Quarenta e um anos depois, ela se emociona ao contar que a sala em que o enfermeiro a levara era o necrotério. Cândido Teixeira Leão morreu em um acidente de carro no dia 14 de outubro de 1976, dois anos e um mês depois do acidente da filha. "Eu perdi um pai, perdi um amigo, perdi a pessoa que pagava meu cartão de crédito, que me dava dinheiro para comer, perdi tudo. Eu não sabia se eu chorava porque não andava ou porque não tinha pai". Depois de vários meses chorando, ela conta do dia em que decidiu lutar. "Estava escovando os dentes, olhei para o espelho e decidi que eu precisava seguir. E foi assim, mesmo depois de morto, meu pai me ensinou a viver".

## Desempenho em eleições
| Ano  | Eleição                   | Coligação               | Partido | Candidata a       | Votos           | Votos em Campinas | Resultado  |
| ---- | ------------------------- | ----------------------- | ------- | ----------------- | --------------- | ----------------- | ---------- |
| 1996 | Prefeitura de Campinas    |                         | PSDB    | Prefeita          | 136.313 2-lugar | -                 | Não eleita |
| 1998 | Estadual de São Paulo     | PTB, PSD, PSDB          | PSDB    | Deputada Estadual | 73.265 (14ª)    | 43.064 (1ª)       | Eleita     |
| 2002 | Estadual de São Paulo     | PSDB, PFL, PSD          | PSDB    | Deputada Estadual | 109.741 (17ª)   | 50.959 (1ª)       | Eleita     |
| 2006 | Estadual de São Paulo     | PSDB, PFL               | PSDB    | Deputada Estadual | 124.131 (12ª)   | 44.594 (2ª)       | Eleita     |
| 2008 | Vice prefeita de campinas |                         | PSDB    | Vice prefeita     |                 | -                 | Não eleita |
| 2010 | Estadual de São Paulo     | DEM, PSDB               | PSDB    | Deputada Estadual | 93.318 (48ª)    | 36.863 (1ª)       | Eleita     |
| 2014 | Estadual de São Paulo     | PSDB, DEM, PPS, PRB     | PSDB    | Deputada Estadual | 101.660 (41ª)   | 47.306 (1ª)       | Eleita     |
| 2018 | Estadual de São Paulo     | PSDB, PSD, DEM, PP, PRB | PSDB    | Deputada Estadual | 49.443 (90ª)    | 16.545 (4ª)       | Suplente   |